# Тигрије и Евтропије
Свети Тигрије и Евтропије (умрли 405.) су били ранохришћански мученици који су подржавали светог Јована Златоуста у време његовог изгнанства. Еутропије је мучен и умро на мукама, док је Тигрије био прогнан, али се обојица сматрају мученицима. 
Православна црква их помиње 12. јануара и 29. јуна.

## Житије
Тигрије свештеник и Евтропије чтец су били присталице прогнаног светог Јована Златоустог, и ухапшени су под лажном оптужбом да су покушали да запале саборну цркву у Цариграду. 
Народ је у томе видео прст Божји, док су непријатељи Златоустови тај пожар приписали њиховим приврженицима. Многи од ових људи пострадали због тога.  Градски начелник, неки некрштени Грк Оптат, с нарочитом злобом је дигао хајку на златоустовце. Тигрије је у младости био роб некога богаташа, који  је ослободивши се ропства, он се сав предао служењу цркви. Њњга је Оптат ставио на велике муке, па га онда послао на заточење у Месопотамију, где је у тамници полегао и умро. Евтропије је такође мучен и на крају обешен. Након страдања њихово тело пнелли су хришћани који су их и сахранили.
Еутропије је био мучен и умро од задобијених повреда 405. године, док је Тигрије био прогнан у Малу Азију. 
Тигрије свештеник и Евтропије лектор, који су пострадали у време цара Аркадија (р. 383–408), помињу се 12. јануара.
Хагиограф Албан Батлер је написао:
„12. јануара] СС. ТИГРИЈЕ И ЕУТРОПИЈЕ, ММ. ТИГРИЈЕ, свештеник, који је бичеван, мучен распадањем костију, лишен сва добра и послат у прогонство; и ЕУТРОПИЈА, лектора и старешине Цариградске цркве, који је умро у тамници од својих мука, бичеван, образа раздераних гвозденим кукама, и бокова спаљених бакљама; удостојавају се у Римском мартирологију мученичким титулом, 12. јануара”.